# Francuska Droga św. Jakuba
Francuska Droga św. Jakuba (hiszp. Camino Francés, łac. Iter francorum, fr. Chemin des Francs) – jeden z najważniejszych szlaków w ramach dróg św. Jakuba. Prowadzi z Saint-Jean-Pied-de-Port do Santiago de Compostela. Ważniejsze miasta mijane po drodze to m.in.: Pampeluna, Logroño, Burgos i León.

## Trasa
| Miejscowość (nazwy miejscowości w jęz. hiszp. i w jęz. regional. baskijskim i galicyjskim) | Prowincja            | Odległość od Santiago (km) | Albergue (stan maj 2010) | Uwagi | Strona internetowa |
| ------------------------------------------------------------------------------------------ | -------------------- | -------------------------- | ------------------------ | --- | ------------------ |
| Saint-Jean-Pied-de-Port                                                                    | Pireneje Atlantyckie | 774                        | T                        | Miejsce styku Via Turonensis, Via Podiensis i Via Lemovicensis z Camino Francés. Językiem urzędowym jest język francuski. W użyciu język baskijski.                                                                              |                    |
| Orisson                                                                                    | Pireneje Atlantyckie | 769                        | T                        | |                    |
| Roncesvalles/Orreaga                                                                       | Navarra              | 755                        | T                        | Pierwsza miejscowość w Hiszpanii. Językiem urzędowym jest język hiszpański i baskijski. |                    |
| Burguete/Auritz                                                                            | Navarra              | 752                        |                          | |                    |
| Espinal/Aurizberri (Erro)                                                                  | Navarra              | 749                        |                          | |                    |
| Viscarret-Guerendiáin/Bizkarreta-Gerendiain (Erro)                                         | Navarra              | 744                        |                          | |                    |
| Linzoáin/Lintzoain (Erro)                                                                  | Navarra              | 742                        |                          | |                    |
| Erro                                                                                       | Navarra              | 739                        |                          | |                    |
| Zubiri (Valle de Esteríbar)                                                                | Navarra              | 733                        |                          | |                    |
| Larrasoaña (Valle de Esteríbar)                                                            | Navarra              | 728                        | T                        | |                    |
| Akerreta (Valle de Esteríbar)                                                              | Navarra              | 727                        |                          | |                    |
| Zuriain (Valle de Esteríbar)                                                               | Navarra              | 724                        |                          | |                    |
| Irotz (Valle de Esteríbar)                                                                 | Navarra              | 722                        |                          | |                    |
| Zabaldika (Valle de Esteríbar)                                                             | Navarra              | 720                        |                          | |                    |
| Arre (Villava)                                                                             | Navarra              | 715                        |                          | |                    |
| Burlada/Burlata                                                                            | Navarra              | 715                        |                          | |                    |
| Pampeluna/Iruña                                                                            | Navarra              | 712                        | T                        | |                    |
| Cizur Menor (Cendea de Cizur)                                                              | Navarra              | 707                        |                          | |                    |
| Zariquiegui (Cendea de Cizur)                                                              | Navarra              | 701                        |                          | |                    |
| Uterga                                                                                     | Navarra              | 695                        | T                        | |                    |
| Muruzábal                                                                                  | Navarra              | 692                        |                          | |                    |
| Obanos                                                                                     | Navarra              | 691                        | T                        | |                    |
| Puente la Reina/Gares                                                                      | Navarra              | 688                        | T                        | Miejsce styku z Camino Aragonés. |                    |
| Mañeru                                                                                     | Navarra              | 683                        |                          | |                    |
| Cirauqui/Zirauki                                                                           | Navarra              | 681                        | T                        | |                    |
| Lorca (Yerri)                                                                              | Navarra              | 675                        | T                        | |                    |
| Villatuerta/Bilatorta                                                                      | Navarra              | 670                        | T                        | |                    |
| Estella/Lizarra                                                                            | Navarra              | 666                        | T                        | |                    |
| Ayegui/Aiegi                                                                               | Navarra              | 664                        | T                        | |                    |
| Monasterio de Irache (Ayegui)                                                              | Navarra              | 664                        |                          | |                    |
| Azqueta                                                                                    | Navarra              | 659                        |                          | |                    |
| Villamayor de Monjardín                                                                    | Navarra              | 657                        | T                        | |                    |
| Los Arcos                                                                                  | Navarra              | 644                        | T                        | |                    |
| Sansol                                                                                     | Navarra              | 638                        |                          | |                    |
| Torres del Río                                                                             | Navarra              | 637                        | T                        | |                    |
| Viana (Hiszpania)                                                                          | Navarra              | 626                        | T                        | |                    |
| Logroño                                                                                    | La Rioja             | 616                        | T                        | Miejsce styku z Camino Catalán. Językiem urzędowym i głównym językiem używanym jest język hiszpański (kastylijski). |                    |
| Navarrete                                                                                  | La Rioja             | 603                        | T                        | |                    |
| Ventosa                                                                                    | La Rioja             | 599                        | T                        | |                    |
| Nájera                                                                                     | La Rioja             | 587                        | T                        | |                    |
| Azofra                                                                                     | La Rioja             | 582                        | T                        | |                    |
| Cirueña                                                                                    | La Rioja             | 572                        |                          | |                    |
| Santo Domingo de la Calzada                                                                | La Rioja             | 566                        | T                        | |                    |
| Grañón                                                                                     | La Rioja             | 560                        | T                        | |                    |
| Redecilla del Camino                                                                       | Burgos               | 556                        | T                        | |                    |
| Castildelgado                                                                              | Burgos               | 554                        |                          | |                    |
| Viloria de Rioja                                                                           | Burgos               | 552                        | T                        | |                    |
| Villamayor del Río (Fresneña)                                                              | Burgos               | 548                        | T                        | |                    |
| Belorado                                                                                   | Burgos               | 544                        | T                        | |                    |
| Tosantos                                                                                   | Burgos               | 539                        | T                        | |                    |
| Villambistia                                                                               | Burgos               | 537                        |                          | |                    |
| Espinosa del Camino                                                                        | Burgos               | 535                        |                          | |                    |
| Villafranca Montes de Oca                                                                  | Burgos               | 532                        | T                        | |                    |
| San Juan de Ortega (Barrios de Colina)                                                     | Burgos               | 520                        | T                        | |                    |
| Agés (Arlanzón)                                                                            | Burgos               | 516                        | T                        | |                    |
| Atapuerca                                                                                  | Burgos               | 513                        | T                        | |                    |
| Villalval (Cardeñuela Riopico)                                                             | Burgos               | 508                        |                          | |                    |
| Cardeñuela Riopico                                                                         | Burgos               | 507                        |                          | |                    |
| Orbaneja Ríopico                                                                           | Burgos               | 505                        | T                        | |                    |
| Villafría                                                                                  | Burgos               | 502                        |                          | |                    |
| Gamonal de Riopico (Burgos)                                                                | Burgos               | 498                        |                          | |                    |
| Burgos                                                                                     | Burgos               | 492                        |                          | |                    |
| Villalbilla de Burgos                                                                      | Burgos               | 486                        | T                        | |                    |
| Tardajos                                                                                   | Burgos               | 482                        | T                        | |                    |
| Rabé de las Calzadas                                                                       | Burgos               | 480                        | T                        | |                    |
| Hornillos del Camino                                                                       | Burgos               | 472                        | T                        | |                    |
| Arroyo de San Bol                                                                          | Burgos               | 466                        | T                        | |                    |
| Hontanas                                                                                   | Burgos               | 461                        | T                        | |                    |
| Castrojeriz                                                                                | Burgos               | 452                        | T                        | |                    |
| Itero del Castillo                                                                         | Burgos               | 442                        | T                        | |                    |
| Itero de la Vega                                                                           | Palencia             | 441                        | T                        | |                    |
| Boadilla del Camino                                                                        | Palencia             | 433                        | T                        | |                    |
| Frómista                                                                                   | Palencia             | 427                        | T                        | |                    |
| Población de Campos                                                                        | Palencia             | 423                        | T                        | |                    |
| Revenga de Campos                                                                          | Palencia             | 419                        |                          | |                    |
| Villarmentero de Campos                                                                    | Palencia             | 417                        |                          | |                    |
| Villalcázar de Sirga                                                                       | Palencia             | 413                        | T                        | |                    |
| Carrión de los Condes                                                                      | Palencia             | 408                        | T                        | |                    |
| Calzadilla de la Cueza (Cervatos de la Cueza)                                              | Palencia             | 390                        | T                        | |                    |
| Ledigos                                                                                    | Palencia             | 384                        | T                        | |                    |
| Terradillos de los Templarios (Lagartos)                                                   | Palencia             | 381                        | T                        | |                    |
| Moratinos                                                                                  | Palencia             | 378                        |                          | |                    |
| San Nicolás del Real Camino (Moratinos)                                                    | Palencia             | 376                        | T                        | |                    |
| Sahagún                                                                                    | León                 | 368                        | T                        | Miejsce styku z Camino de Madrid |                    |
| Calzada del Coto                                                                           | León                 | 365                        | T                        | |                    |
| Bercianos del Real Camino                                                                  | León                 | 358                        | T                        | |                    |
| El Burgo Ranero                                                                            | León                 | 350                        | T                        | |                    |
| Reliegos                                                                                   | León                 | 337                        | T                        | |                    |
| Mansilla de las Mulas                                                                      | León                 | 331                        |                          | |                    |
| Villamoros de Mansilla (Mansilla Mayor)                                                    | León                 | 327                        | T                        | |                    |
| Puente de Villarente (Villasabariego)                                                      | León                 | 325                        | T                        | |                    |
| Arcahueja (Valdefresno)                                                                    | León                 | 320                        | T                        | |                    |
| Valdelafuente (Valdefresno)                                                                | León                 | 318                        |                          | |                    |
| León                                                                                       | León                 | 311                        | T                        | Miejsce styku z Camino Real oraz z alternatywną drogą Camino de Madrid. |                    |
| Trobajo del Camino (San Andrés del Rabanedo)                                               | León                 | 307                        |                          | |                    |
| La Virgen del Camino (Valverde de la Virgen)                                               | León                 | 304                        | T                        | |                    |
| Valverde de la Virgen                                                                      | León                 | 300                        | T                        | |                    |
| San Miguel del Camino (Valverde de la Virgen)                                              | León                 | 297                        |                          | |                    |
| Villadangos del Páramo                                                                     | León                 | 289                        | T                        | |                    |
| San Martín del Camino (Santa Marina del Rey)                                               | León                 | 285                        | T                        | |                    |
| Hospital de Órbigo                                                                         | León                 | 279                        | T                        | |                    |
| Villares de Órbigo                                                                         | León                 | 276                        |                          | |                    |
| Santibáñez de Valdeiglesias (Villares de Órbigo)                                           | León                 | 274                        |                          | |                    |
| Estébanez de la Calzada (Villarejo de Órbigo)                                              | León                 | 272                        |                          | |                    |
| San Justo de la Vega                                                                       | León                 | 266                        |                          | |                    |
| Astorga                                                                                    | León                 | 262                        | T                        | Miejsce styku z alternatywną drogą Via de La Plata. |                    |
| Murias de Rechivaldo (Astorga)                                                             | León                 | 258                        | T                        | |                    |
| Santa Catalina de Somoza                                                                   | León                 | 253                        | T                        | |                    |
| El Ganso (Brazuelo)                                                                        | León                 | 249                        | T                        | |                    |
| Rabanal del Camino (Santa Colomba de Somoza)                                               | León                 | 242                        | T                        | |                    |
| Foncebadón (Santa Colomba de Somoza)                                                       | León                 | 236                        | T                        | |                    |
| Cruz de Ferro                                                                              | León                 | 234                        |                          | |                    |
| Manjarín                                                                                   | León                 | 232                        | T                        | |                    |
| El Acebo (Molinaseca)                                                                      | León                 | 225                        | T                        | |                    |
| Riego de Ambrós (Molinaseca)                                                               | León                 | 221                        | T                        | |                    |
| Molinaseca                                                                                 | León                 | 217                        | T                        | |                    |
| Campo (Ponferrada)                                                                         | León                 | 212                        |                          | |                    |
| Ponferrada                                                                                 | León                 | 209                        | T                        | |                    |
| Columbrianos (Ponferrada)                                                                  | León                 | 204                        |                          | |                    |
| Fuentesnuevas (Ponferrada)                                                                 | León                 | 201                        |                          | |                    |
| Camponaraya                                                                                | León                 | 199                        |                          | |                    |
| Cacabelos                                                                                  | León                 | 193                        | T                        | |                    |
| Villafranca del Bierzo                                                                     | León                 | 186                        | T                        | |                    |
| Pereje (Torre del Bierzo)                                                                  | León                 | 179                        | T                        | |                    |
| Trabadelo                                                                                  | León                 | 174                        | T                        | |                    |
| La Portela de Valcarce (Vega de Valcarce)                                                  | León                 | 170                        | T                        | |                    |
| Ambasmestas (Vega de Valcarce)                                                             | León                 | 169                        | T                        | |                    |
| Vega de Valcarce                                                                           | León                 | 167                        | T                        | |                    |
| Ruitelán (Vega de Valcarce)                                                                | León                 | 165                        | T                        | |                    |
| Las Herrerías (Vega de Valcarce)                                                           | León                 | 164                        |                          | |                    |
| La Faba (Vega de Valcarce)                                                                 | León                 | 160                        | T                        | |                    |
| La Laguna (Vega de Valcarce)                                                               | León                 | 158                        | T                        | |                    |
| El Cebrero/O Cebreiro (Piedrafita del Cebrero)                                             | Lugo                 | 155                        | T                        | Pierwsza miejscowość we wspólnocie autonomicznej Galicja. Językiem urzędowym jest język hiszpański i galicyjski. |                    |
| Liñares (Piedrafita del Cebrero)                                                           | Lugo                 | 152                        |                          | |                    |
| Hospital (Piedrafita del Cebrero)                                                          | Lugo                 | 150                        | T                        | |                    |
| Alto del Pollo/Alto do Poio (Piedrafita del Cebrero)                                       | Lugo                 | 147                        | T                        | |                    |
| Fonfría (Piedrafita del Cebrero)                                                           | Lugo                 | 144                        | T                        | |                    |
| Viduedo/Lamas do Biduedo (Triacastela)                                                     | Lugo                 | 141                        |                          | |                    |
| Triacastela                                                                                | Lugo                 | 135                        | T                        | |                    |
| San Cristóbal/San Cristovo (Samos)                                                         | Lugo                 | 132                        |                          | |                    |
| Renche (Samos)                                                                             | Lugo                 | 130                        |                          | |                    |
| Samos                                                                                      | Lugo                 | 126                        |                          | |                    |
| Teiguín (Samos)                                                                            | Lugo                 | 122                        |                          | |                    |
| Ayan                                                                                       | Lugo                 | 118                        |                          | |                    |
| Sarria                                                                                     | Lugo                 | 113                        | T                        | Ostatnie możliwe miejsce do rozpoczęci pielgrzymki aby otrzymać Credencial, a następnie otrzymać Compostela (certyfikat) potwierdzający przejście Drogi św. Jakuba, który otrzymuje się po przejściu przynajmniej 100 km pieszo. |                    |
| Barbadelo (Sarria)                                                                         | Lugo                 | 109                        | T                        | |                    |
| Brea (Sarria)                                                                              | Lugo                 | 102                        |                          | |                    |
| Ferreiros (Sarria)                                                                         | Lugo                 | 100                        | T                        | |                    |
| Fiz de Rozas (Puertomarín)                                                                 | Lugo                 | 98                         |                          | |                    |
| Vilacha (Puertomarín)                                                                      | Lugo                 | 93                         |                          | |                    |
| Puertomarín/Portomarín                                                                     | Lugo                 | 91                         | T                        | |                    |
| Gonzar (Puertomarín)                                                                       | Lugo                 | 84                         | T                        | |                    |
| Castromayor/Castromaior (Puertomarín)                                                      | Lugo                 | 82                         |                          | |                    |
| Hospital de la Cruz (Puertomarín)                                                          | Lugo                 | 80                         |                          | |                    |
| Ventas de Narón (Puertomarín)                                                              | Lugo                 | 79                         | T                        | |                    |
| Ligonde (Monterroso)                                                                       | Lugo                 | 76                         | T                        | |                    |
| Eireche/Airexe (Monterroso)                                                                | Lugo                 | 74                         | T                        | |                    |
| Avenostre (Palas de Rey)                                                                   | Lugo                 | 69                         |                          | |                    |
| Palas de Rey/Palas de Rei                                                                  | Lugo                 | 67                         | T                        | Miejsce styku z Camino Primitivo. |                    |
| Casanova (Palas de Rey)                                                                    | Lugo                 | 61                         | T                        | |                    |
| Leboreiro (Mellid)                                                                         | La Coruña            | 58                         | T                        | |                    |
| Furelos (Mellid)                                                                           | La Coruña            | 54                         |                          | |                    |
| Mellid/Melide                                                                              | La Coruña            | 52                         | T                        | Miejsce styku z Camino del Norte. |                    |
| Boente (Arzúa)                                                                             | La Coruña            | 46                         |                          | |                    |
| Castañeda (Arzúa)                                                                          | La Coruña            | 44                         |                          | |                    |
| Ribadiso de Abajo/Ribadiso da Baixo (Arzúa)                                                | La Coruña            | 42                         | T                        | |                    |
| Arzúa                                                                                      | La Coruña            | 39                         | T                        | |                    |
| Cerceda (El Pino)                                                                          | La Coruña            | 28                         |                          | |                    |
| Santa Irene (El Pino)                                                                      | La Coruña            | 24                         |                          | |                    |
| Rúa (El Pino)                                                                              | La Coruña            | 22                         |                          | |                    |
| Pedrouzo (El Pino)                                                                         | La Coruña            | 20                         |                          | |                    |
| Lavacolla (Santiago de Compostela)                                                         | La Coruña            | 10                         |                          | |                    |
| San Marcos (Santiago de Compostela)                                                        | La Coruña            | 6                          |                          | |                    |
| Monte del Gozo/Monte do Gozo (Santiago de Compostela)                                      | La Coruña            | 5                          | T                        | Europejskie Centrum Pielgrzymkowe, pomnik Jana Pawła II (usunięty w marcu 2021 r.), miejsce celebrowania głównej Mszy podczas Światowych Dni Młodzieży w 1989 r.                                                                 |                    |
| Santiago de Compostela                                                                     | La Coruña            | 0                          | T                        | Możliwa kontynuacja trasy do Finisterry i Muxíi drogą Santiago – Finsterra. |                    |

## Mapy i galeria

Mapa Francuskiej Drogi św. Jakuba
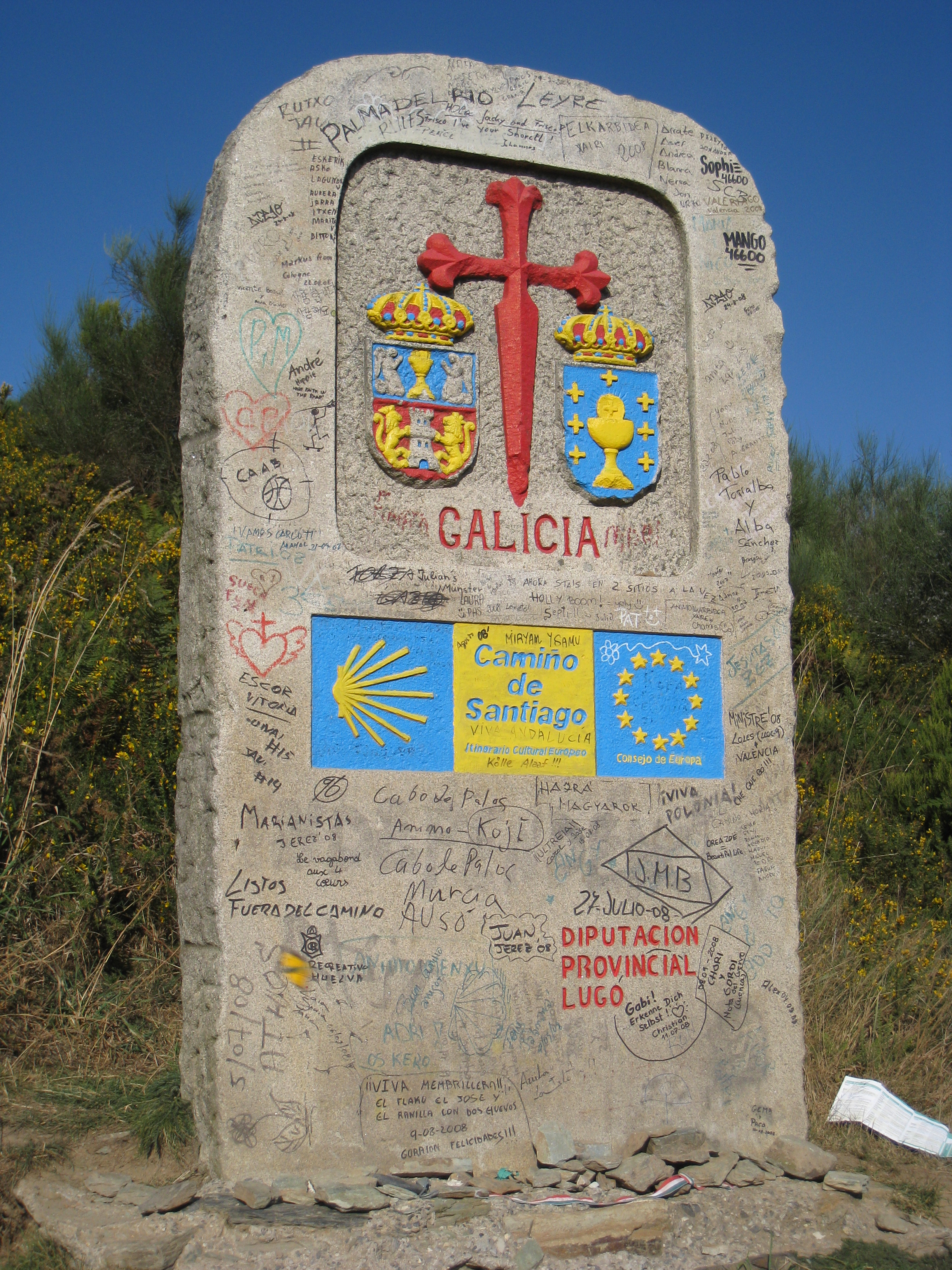
Punkt oddzielający Kastylię-Leon od Galicji
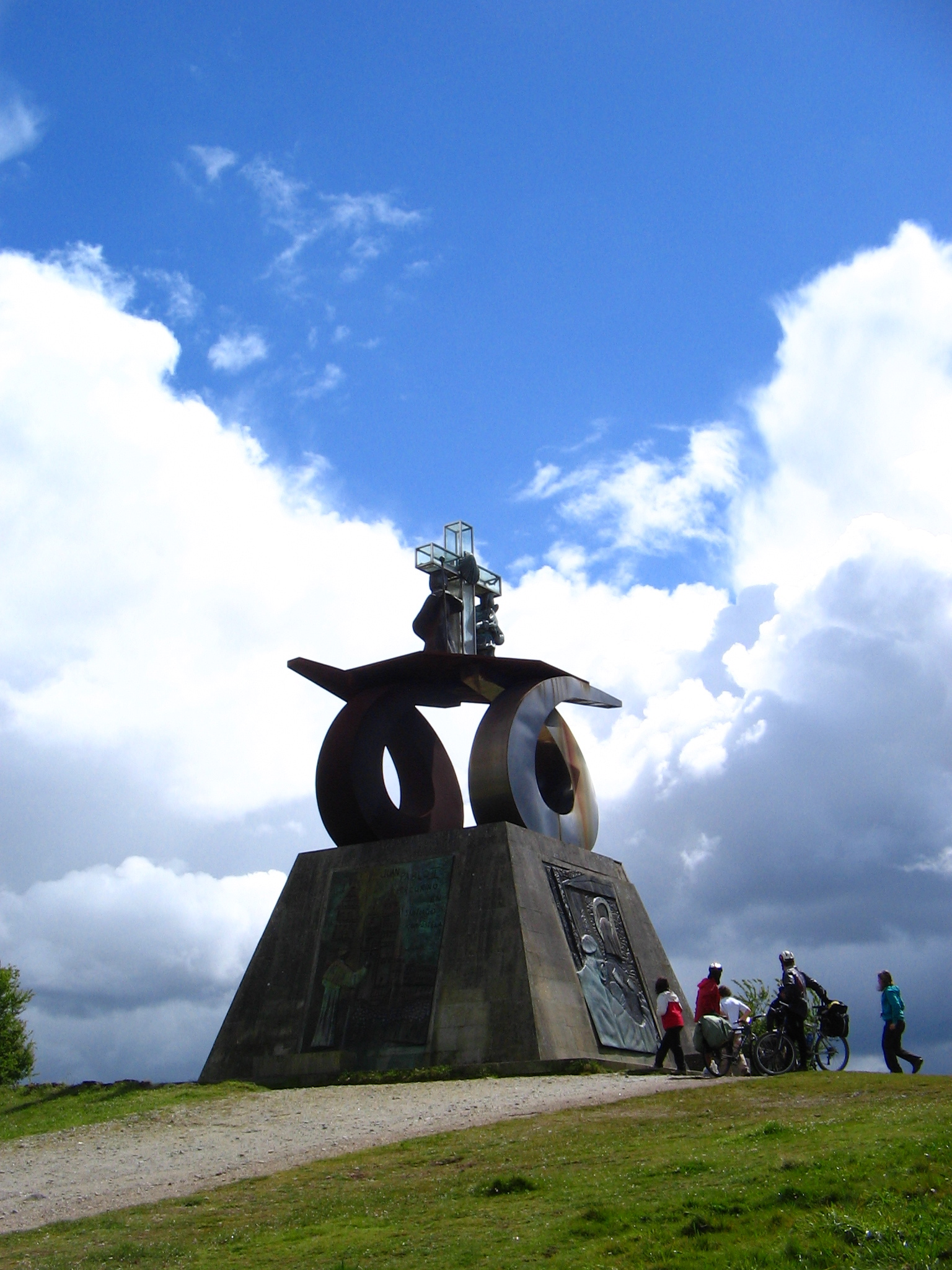
Pomnik Jana Pawła II w Monte do Gozo (usunięty w marcu 2021 r.[1])
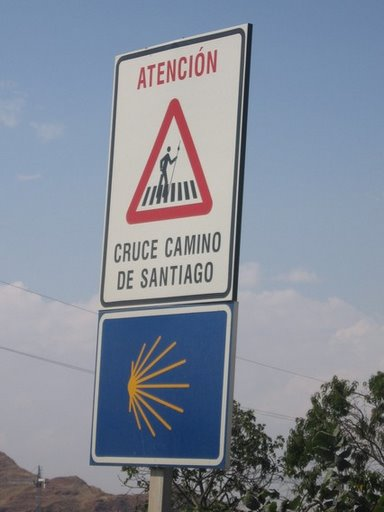
Typowe oznaczenie trasy